# Paulo Manuel Banha Torres
Paulo Manuel Banha Torres, també conegut com a Paulo Torres (Évora, 25 de novembre de 1971) és un exfutbolista i entrenador portuguès. Ocupava la posició de migcampista i defensa esquerre.
Paulo Torres es va formar a les categories inferiors de l'Sporting de Lisboa. Va destacar com una de les grans promeses del seu país, i va ser campió del món sub-20 al 1991. Posteriorment, només va jugar dos partits amb l'absoluta lusitana.

## Clubs com a jugador
- 1989-1995 Sporting Clube de Portugal
- 1995-1996 Campomaiorense
- 1996-1998 UD Salamanca
- 1998 Rayo Vallecano
- 1999 GD Chaves
- 1999-2000 CD Leganés
- 2000-2001 Sport Clube União Torreense
- 2001-2002 Futebol Clube Penafiel
- 2002-2003 Imortal DC

## Clubs com a entrenador
- 2003-2004 Peniche
- 2004-2006 Fátima
- 2006-2007 Barreirense
- 2006-2007 Bombarralense
- 2007-2009 Rio Maior